# Ozicrypta cooloola
Ozicrypta cooloola is een spinnensoort uit de familie Barychelidae. De soort komt voor in Queensland.